# Болотная street, или Средство против секса
«Болотная street, или Средство против секса» — советский фильм 1991 года режиссёра Марка Айзенберга.

## Сюжет
Место действия эксцентрично-эротической комедии — высотный дом, а герои — его жильцы. Вернувшийся с зоны Лева три года воздерживался от секса и мечтал о возлюбленной Фаине и от его «любовной» искры загорается чердак дома. На вызов прибывают пожарные во главе с Гришей «Сидорычем». Одного за другим пострадавших спасают. 

## В ролях
- Михаил Пуговкин — управдом Фёдор
- Татьяна Васильева — Лидия
- Леонид Ярмольник — Геннадий
- Лариса Удовиченко — Наталья Владимировна
- Станислав Садальский — Лёва
- Михаил Кокшенов — пожарный Григорий (Гриша «Сидорыч»)
- Ефим Шифрин — жилец с 12-го этажа
- Елена Кондулайнен — репортёр
- Семён Фарада — Семён Пахомов, фальшивомонетчик
- Мамука Кикалейшвили — Зураб Григорьевич Прокопенко
- Татьяна Божок — Фаина
- Евгений Моргунов — хозяин квартиры
- Борис Гитин — ворюга
- Евгений Редько — студент
- Михаил Полицеймако — Коля Пахомов
- Владимир Брежнев — пожарный
- Георгий Штиль — Лазарь Куперман
- Бронислава Захарова — жилица
- Раиса Рязанова — Нюра
- Вадим Захарченко — депутат
- Александра Колкунова — невеста
- Рудольф Рудин — капитан милиции

## Съёмочная группа
- Сценарист: Владимир Зайкин
- Режиссёр: Марк Айзенберг
- Оператор: Олег Рунушкин
- Композитор: Александр Зацепин
- Художник: Татьяна Филатова

## Критика
По мнению Александра Фёдорова, фильм относится к так называемому классу «фильмов для массовой аудитории» советского кино класса «Б», он не принёс никаких существенных кассовых дивидендов и отличается в первую очередь непрофессионализмом и технической бедностью постановки.